# Lieu de travail
Le lieu de travail est l'endroit fixe ou les lieux plus ou moins fixes où s'effectue l'activité professionnelle.

## Lieux multiples, déplacements au travail
Dans le cas des entreprises de services : par exemple (SSIIs), le collaborateur ou le technicien ayant un travail à faire chez un client, a généralement un ordre de mission lui indiquant son lieu de travail ainsi que les horaires officiels, les modalités de remboursement des frais, et les dates de mission.

## Lieu de travail et santé
Le lieu de travail peut être un déterminant de santé. 
Du point de vue des politiques de santé publique et de santé au travail, il relève aussi de la médecine du travail, de l'ergonomie de sécurité et pour partie de la promotion de la santé. 